# Karlo Kolodi
Karlo Kolodi (ital. Carlo Lorenzini Collodi 24. novembra 1826 – 26. oktobra 1890.) italijanski književnik, autor u svetu čuvene bajke o Pinokiju.

## Biografija
Rođen je 1826. kao Karlo Lorencini, u Firenci. Otac Domeniko bio je kuvar, a majka Anđela Orcari, radila je kao služavka. Pseudonim Kolodi, Lorencini je izabrao po selu koje se nalazilo u Toskani (Italija), rodnom mestu njegove majke, gde je proveo detinjstvo i završio osnovnu školu.
Po završetku škole, Kolodi se školovao za sveštenika, ali se zapošljava kao prodavac knjiga.
Ubrzo Kolodi počinje da se bavi politikom, zahvaljujući širenju pokreta za ujedinjenje Italije. Sa 22 godine postaje novinar koji je radio za pokret.
List koji je pokrenuo 1848. “Ulične svetiljke“, ubrzo je ukinut, po naredbi Toskanskog Vojvode. Ponovo je pokrenut 1860. 
Njegov drugi list „Čarka“, imao je više sreće. Po ujedinjenju Italije, 1861. prestaje da se bavi novinarstvom.
U periodu od 1856. do 1887. piše više knjiga, ali tek pred kraj života stiče slavu. Dečjom literaturom počinje da se bavi 1875. godine, prevođenjem Peroovih priča (fr. Charles Perrault), poput Uspavane lepotice i Mačka u čizmama. 1876. piše delo „Đanetino“, inspirisano delom Aleksandra Luiđija Paravićija „Đaneto“.
Knjiga o Pinokiju se prvobitno zvala „Priča o lutku“ ital. Storia di un burattino i izlazila je u nastavcima prvom Italijanskom dečjem časopisu „Žurnal za decu“, iako prvobitno nije bila namenjena deci. Po izlasku iz štampe, knjiga je preimenovana u „Pinokijeve avanture“. Danas je u svetu poznata i pod imenom „Pinokio“.
Kolodi je umro 26. oktobra 1890. godine. Sahranjen je u Firenci.
Posle njegove smrti, osnovana je nacionalna fondacija koja je nosila njegovo ime i park posvećen Pinokiu.

## Pinokio
Knjiga je prvobitno namenjena odraslima i imala samo prvih 15 glava današnje knjige. Kako se izdavaču nije svideo kraj, koji je po njegovom mišljenju bio surov, uspeva da nagovori Kolodija da ga promeni. Kolodi je, umesto da promeni kraj, nastavio da piše nove glave (od 16 do 36). zahvaljujući kojima od prvobitne zamisli da bude knjiga za odrasle, postaje knjiga za decu.
Crkva je iznela svoje neslaganje sa tekstom, tvrdeći da može da izazove pobunu. Prva skicirana verzija knjige pojavljuje se 1883. godine. 
Crteže je radio Enriko Macanti.
Po ovoj knjizi Volt Dizni je snimio 1940. čuveni crtani film „Pinokio“.

## Spoljašnje veze
- www.liberliber.it/biblioteca
- Pinokio-park